# YASHIKI TAKAJIN 50 YEARS OLD ANNIVERSARY SPECIAL CONCERT
『YASHIKI TAKAJIN 50 YEARS OLD ANNIVERSARY SPECIAL CONCERT』（ヤシキ・タカジン・フィフティ・イヤーズ・オールド・アニヴァーサリー・スペシャル・コンサート）は1999年10月5日、やしきたかじんの50歳の誕生日を記念し、大阪フェスティバルホールにて行われたコンサートを収録したCD、VHS、およびDVD。

## 解説
たかじんにとって初めてのコンサート映像作品。アルバムは2000年1月29日、VHSは2000年3月1日、DVDは2003年11月26日にそれぞれ発売された。VHSはTAKAJIN HISTORY（大ネタトーク）と「さよならが言えるまで」が未収録。たかじんは、このコンサートを機に、2001年まで約2年、コンサート活動を休止する。

## CD　DISC1
1. 男に生まれてきたかった
作詞：及川眠子　作曲：坂本洋　編曲：芳野藤丸
2. 街をはなれて
作詞：及川眠子　作曲：岸正之　編曲：富田素弘
3. 未練-STILL-
作詞・作曲：鹿紋太郎　編曲：芳野藤丸
4. 泣いたら負け
作詞：及川眠子　作曲：坂本洋　編曲：川村栄二
5. 泣いてもいいか
作詞：森雪之丞　作曲：都志見隆　編曲：平野たかよし
6. 愛することを学ぶのに
作詞：来生えつこ　作曲：来生たかお　編曲：川村栄二
7. エゴイズム
作詞：及川眠子　作曲：坂本洋　編曲：川村栄二
8. ICHIZU
作詞・作曲：鹿紋太郎　編曲：芳野藤丸
9. 最後のネクタイ
作詞：伊藤薫　作曲：川上明彦　編曲：若草恵
10. 大阪恋物語
作詞・作曲：鹿紋太郎　編曲：土井淳
11. 東京
作詞：及川眠子　作曲：川上明彦　編曲：川村栄二
12. たった独りのアンコール
作詞・作曲：伊藤薫　編曲：富田素弘

## CD　DISC2
1. TAKAJIN HISTORY （大ネタトーク）
2. さよならが言えるまで
作詞：及川眠子　作曲：坂本洋　編曲：川村栄二

## VHS、DVD収録曲
1. 男に生まれてきたかった
作詞：及川眠子　作曲：坂本洋　編曲：芳野藤丸
2. 街をはなれて
作詞：及川眠子　作曲：岸正之　編曲：富田素弘
3. 未練-STILL-
作詞・作曲：鹿紋太郎　編曲：芳野藤丸
4. 泣いたら負け
作詞：及川眠子　作曲：坂本洋　編曲：川村栄二
5. 泣いてもいいか
作詞：森雪之丞　作曲：都志見隆　編曲：平野たかよし
6. 愛することを学ぶのに
作詞：来生えつこ　作曲：来生たかお　編曲：川村栄二
7. エゴイズム
作詞：及川眠子　作曲：坂本洋　編曲：川村栄二
8. ICHIZU
作詞・作曲：鹿紋太郎　編曲：芳野藤丸
9. 最後のネクタイ
作詞：伊藤薫　作曲：川上明彦　編曲：若草恵
10. 大阪恋物語
作詞・作曲：鹿紋太郎　編曲：土井淳
11. 東京
作詞：及川眠子　作曲：川上明彦　編曲：川村栄二
12. たった独りのアンコール
作詞・作曲：伊藤薫　編曲：富田素弘

<ボーナス映像>（DVDのみ）
1. TAKAJIN HISTORY （大ネタトーク）
2. さよならが言えるまで
作詞：及川眠子　作曲：坂本洋　編曲：川村栄二

（注）「未練-STILL-」「ICHIZU」「大阪恋物語」は'96バージョンと同じ編曲者。
「さよならが言えるまで」は10月4日のファンクラブ限定コンサートより収録。

## バックバンド ambience
- Piano/Keyboard：土井淳
- Keyboard：鈴木賢
- Guitar：近藤芳弘
- Drums：浅川ジュン
- Bass：小笹了水
- Sax/Flute/Wind syn.：小梶博司
- Acoustic Guitar：佐々木清次